# Liste des planètes mineures non numérotées découvertes en février 2006
Pour un article plus général, voir Liste des planètes mineures non numérotées découvertes en 2006.
Pour un article plus général, voir Liste des planètes mineures.
Cet article dresse la liste des planètes mineures (astéroïdes, centaures, objets transneptuniens et assimilés) non numérotées découvertes en février 2006 dans l'ordre de leur découverte.
Au 15 janvier 2025, 661 077 des 1 434 993 planètes mineures répertoriées par le Centre des planètes mineures ne sont pas encore numérotées, soit 46,07 %.

## Rappel concernant la désignation provisoire
La désignation provisoire indique l'ordre de découverte de ces objets. En effet, cette désignation est composée de l'année de découverte (par exemple 2006) suivie de la quinzaine (demi-mois) de découverte (p.e. A = 1-15 janvier) puis de l'ordre de découverte dans cette quinzaine. Cet ordre est indiqué par une lettre et éventuellement un chiffre comme suit : A pour la première découverte, B pour la deuxième, ..., Z pour la 25e (le I n'est pas utilisé pour éviter la confusion avec 1), A1 pour la 26e, B1 pour la 27e, etc. , Z1 pour la 50e, A2 pour la 51e, B2 pour la 52e, etc. L'ordre de la numérotation ne suit donc pas l'ordre alphanumérique. 2006 AA1 suit ainsi 2006 AZ et précède 2006 AB1.

## Liste

### Du1erau 15 février 2006
- 2006 CD
- 2006 CF
- 2006 CK
- 2006 CL
- 2006 CQ
- 2006 CT
- 2006 CU
- 2006 CW
- 2006 CC1
- 2006 CO2
- 2006 CG3
- 2006 CJ3
- 2006 CM3
- 2006 CA4
- 2006 CC4
- 2006 CN4
- 2006 CT4
- 2006 CR5
- 2006 CX5
- 2006 CM6
- 2006 CP6
- 2006 CS6
- 2006 CT7
- 2006 CO8
- 2006 CL9
- 2006 CT9
- 2006 CV9
- 2006 CW9
- 2006 CY9
- 2006 CF10
- 2006 CL10
- 2006 CM10
- 2006 CN10
- 2006 CT10
- 2006 CU10
- 2006 CW10
- 2006 CP11
- 2006 CJ12
- 2006 CT13
- 2006 CU13
- 2006 CO14
- 2006 CC15
- 2006 CC16
- 2006 CK16
- 2006 CN16
- 2006 CP16
- 2006 CN17
- 2006 CZ17
- 2006 CJ18
- 2006 CT18
- 2006 CX18
- 2006 CU19
- 2006 CV19
- 2006 CZ19
- 2006 CK20
- 2006 CW20
- 2006 CX20
- 2006 CM21
- 2006 CC22
- 2006 CP23
- 2006 CW23
- 2006 CG24
- 2006 CV25
- 2006 CJ26
- 2006 CL27
- 2006 CP27
- 2006 CB28
- 2006 CF28
- 2006 CN28
- 2006 CJ29
- 2006 CV32
- 2006 CW33
- 2006 CH34
- 2006 CO34
- 2006 CR34
- 2006 CD35
- 2006 CE35
- 2006 CX35
- 2006 CP36
- 2006 CS36
- 2006 CX36
- 2006 CB37
- 2006 CM37
- 2006 CP43
- 2006 CV44
- 2006 CZ44
- 2006 CK45
- 2006 CL45
- 2006 CQ46
- 2006 CR46
- 2006 CJ47
- 2006 CN47
- 2006 CK48
- 2006 CQ48
- 2006 CD51
- 2006 CT52
- 2006 CY52
- 2006 CH54
- 2006 CX54
- 2006 CG55
- 2006 CR55
- 2006 CX55
- 2006 CX57
- 2006 CF59
- 2006 CA60
- 2006 CW63
- 2006 CZ63
- 2006 CB64
- 2006 CK64
- 2006 CO64
- 2006 CQ64
- 2006 CD65
- 2006 CS65
- 2006 CV66
- 2006 CO67
- 2006 CR67
- 2006 CU67
- 2006 CB68
- 2006 CZ68
- 2006 CA69
- 2006 CH69
- 2006 CW69
- 2006 CH70
- 2006 CK70
- 2006 CN70
- 2006 CO70
- 2006 CS70
- 2006 CU70
- 2006 CY70
- 2006 CA71
- 2006 CF71
- 2006 CG71
- 2006 CH71
- 2006 CR71
- 2006 CW71
- 2006 CA72
- 2006 CS72
- 2006 CZ72
- 2006 CC73
- 2006 CE73
- 2006 CL73
- 2006 CP73
- 2006 CR73
- 2006 CU73
- 2006 CW73
- 2006 CD74
- 2006 CF74
- 2006 CH74
- 2006 CK74
- 2006 CP74
- 2006 CY74
- 2006 CA75
- 2006 CD75
- 2006 CG75
- 2006 CP75
- 2006 CR75
- 2006 CT76
- 2006 CY76
- 2006 CK78
- 2006 CX78
- 2006 CT79
- 2006 CU79
- 2006 CY79
- 2006 CV80
- 2006 CZ80
- 2006 CH81
- 2006 CJ81
- 2006 CS82
- 2006 CY82
- 2006 CN83
- 2006 CP83
- 2006 CS83
- 2006 CT83
- 2006 CU83
- 2006 CB84
- 2006 CF84
- 2006 CH84
- 2006 CA85
- 2006 CF85
- 2006 CJ85
- 2006 CR85
- 2006 CV85
- 2006 CE86
- 2006 CG86
- 2006 CH86
- 2006 CJ86
- 2006 CL86
- 2006 CN86
- 2006 CP86
- 2006 CQ86
- 2006 CH87
- 2006 CJ87
- 2006 CL87
- 2006 CM87
- 2006 CN87
- 2006 CQ87
- 2006 CT87
- 2006 CU87
- 2006 CD88
- 2006 CF88
- 2006 CH88
- 2006 CJ88
- 2006 CN88
- 2006 CO88
- 2006 CW88
- 2006 CX88
- 2006 CA89
- 2006 CC89
- 2006 CJ89
- 2006 CM89
- 2006 CN89
- 2006 CO89
- 2006 CY89
- 2006 CZ89
- 2006 CC90
- 2006 CD90
- 2006 CE90
- 2006 CF90
- 2006 CG90
- 2006 CH90
- 2006 CJ90
- 2006 CK90
- 2006 CM90
- 2006 CP90
- 2006 CQ90
- 2006 CX90
- 2006 CK91
- 2006 CM91
- 2006 CN91
- 2006 CO91
- 2006 CQ91
- 2006 CR91
- 2006 CS91
- 2006 CT91
- 2006 CU91
- 2006 CW91
- 2006 CY91
- 2006 CZ91
- 2006 CA92
- 2006 CB92
- 2006 CC92
- 2006 CD92
- 2006 CF92
- 2006 CG92
- 2006 CH92
- 2006 CN92
- 2006 CO92
- 2006 CP92
- 2006 CQ92
- 2006 CU92
- 2006 CV92
- 2006 CW92
- 2006 CZ92
- 2006 CB93
- 2006 CC93
- 2006 CD93
- 2006 CE93
- 2006 CF93
- 2006 CG93
- 2006 CH93
- 2006 CJ93
- 2006 CL93
- 2006 CM93
- 2006 CN93
- 2006 CO93
- 2006 CP93
- 2006 CQ93
- 2006 CR93
- 2006 CS93
- 2006 CU93
- 2006 CV93
- 2006 CW93
- 2006 CX93

### Du 16 au 28 février 2006
- 2006 DL
- 2006 DM
- 2006 DN
- 2006 DQ
- 2006 DU
- 2006 DV
- 2006 DX
- 2006 DY
- 2006 DZ
- 2006 DA1
- 2006 DB1
- 2006 DD1
- 2006 DB2
- 2006 DT4
- 2006 DL5
- 2006 DJ11
- 2006 DP11
- 2006 DR11
- 2006 DA12
- 2006 DQ14
- 2006 DR14
- 2006 DT14
- 2006 DS15
- 2006 DF17
- 2006 DM18
- 2006 DN18
- 2006 DY18
- 2006 DE19
- 2006 DS19
- 2006 DH20
- 2006 DL20
- 2006 DG21
- 2006 DM26
- 2006 DJ27
- 2006 DL27
- 2006 DS33
- 2006 DV38
- 2006 DD42
- 2006 DL42
- 2006 DS43
- 2006 DT43
- 2006 DC44
- 2006 DY45
- 2006 DH46
- 2006 DW46
- 2006 DD47
- 2006 DM47
- 2006 DD48
- 2006 DF48
- 2006 DN48
- 2006 DO49
- 2006 DP49
- 2006 DG50
- 2006 DO52
- 2006 DS52
- 2006 DC53
- 2006 DL53
- 2006 DT53
- 2006 DW53
- 2006 DC54
- 2006 DH54
- 2006 DC55
- 2006 DE55
- 2006 DW55
- 2006 DA56
- 2006 DB56
- 2006 DC56
- 2006 DK56
- 2006 DJ58
- 2006 DO58
- 2006 DV58
- 2006 DO62
- 2006 DP62
- 2006 DQ62
- 2006 DR62
- 2006 DS62
- 2006 DT62
- 2006 DV62
- 2006 DW62
- 2006 DM63
- 2006 DO63
- 2006 DT63
- 2006 DU63
- 2006 DZ68
- 2006 DK69
- 2006 DX69
- 2006 DT70
- 2006 DU70
- 2006 DY70
- 2006 DZ70
- 2006 DB71
- 2006 DO71
- 2006 DQ72
- 2006 DS72
- 2006 DT72
- 2006 DY72
- 2006 DM74
- 2006 DP74
- 2006 DS74
- 2006 DR76
- 2006 DT76
- 2006 DG78
- 2006 DJ79
- 2006 DB80
- 2006 DS83
- 2006 DR85
- 2006 DR86
- 2006 DQ87
- 2006 DZ87
- 2006 DT88
- 2006 DA89
- 2006 DC89
- 2006 DL89
- 2006 DQ89
- 2006 DZ90
- 2006 DC91
- 2006 DO91
- 2006 DW92
- 2006 DK93
- 2006 DM93
- 2006 DD97
- 2006 DG99
- 2006 DY99
- 2006 DK100
- 2006 DU100
- 2006 DY100
- 2006 DB101
- 2006 DH101
- 2006 DJ101
- 2006 DC102
- 2006 DJ102
- 2006 DC103
- 2006 DW103
- 2006 DX103
- 2006 DD104
- 2006 DL104
- 2006 DH105
- 2006 DU105
- 2006 DC106
- 2006 DZ106
- 2006 DN109
- 2006 DU109
- 2006 DW110
- 2006 DH111
- 2006 DM112
- 2006 DJ115
- 2006 DU116
- 2006 DV116
- 2006 DG118
- 2006 DW118
- 2006 DG122
- 2006 DA123
- 2006 DH123
- 2006 DJ123
- 2006 DX123
- 2006 DZ123
- 2006 DO124
- 2006 DR125
- 2006 DL126
- 2006 DS126
- 2006 DG127
- 2006 DF128
- 2006 DT128
- 2006 DD129
- 2006 DY129
- 2006 DQ130
- 2006 DS131
- 2006 DF133
- 2006 DO134
- 2006 DR134
- 2006 DS134
- 2006 DM135
- 2006 DQ135
- 2006 DV135
- 2006 DY135
- 2006 DJ136
- 2006 DA137
- 2006 DD137
- 2006 DE137
- 2006 DH137
- 2006 DW137
- 2006 DE138
- 2006 DF138
- 2006 DD139
- 2006 DO140
- 2006 DP140
- 2006 DZ140
- 2006 DH141
- 2006 DK141
- 2006 DU142
- 2006 DG143
- 2006 DZ143
- 2006 DB144
- 2006 DH144
- 2006 DV144
- 2006 DW144
- 2006 DL145
- 2006 DY145
- 2006 DM146
- 2006 DF147
- 2006 DT147
- 2006 DD148
- 2006 DH151
- 2006 DO152
- 2006 DY152
- 2006 DA153
- 2006 DY154
- 2006 DW157
- 2006 DC158
- 2006 DU158
- 2006 DS159
- 2006 DV159
- 2006 DU160
- 2006 DH162
- 2006 DM162
- 2006 DR162
- 2006 DT162
- 2006 DV162
- 2006 DC165
- 2006 DH165
- 2006 DW165
- 2006 DD166
- 2006 DY166
- 2006 DO167
- 2006 DX167
- 2006 DB168
- 2006 DD168
- 2006 DJ168
- 2006 DW170
- 2006 DL171
- 2006 DH172
- 2006 DQ172
- 2006 DR172
- 2006 DD174
- 2006 DG174
- 2006 DX174
- 2006 DA175
- 2006 DD175
- 2006 DS175
- 2006 DV175
- 2006 DZ175
- 2006 DC176
- 2006 DO176
- 2006 DS177
- 2006 DX177
- 2006 DD178
- 2006 DM179
- 2006 DU180
- 2006 DT182
- 2006 DV184
- 2006 DA185
- 2006 DG186
- 2006 DP187
- 2006 DQ187
- 2006 DN189
- 2006 DV189
- 2006 DV190
- 2006 DO192
- 2006 DE194
- 2006 DP194
- 2006 DU194
- 2006 DW194
- 2006 DF200
- 2006 DV200
- 2006 DY204
- 2006 DP205
- 2006 DH206
- 2006 DN206
- 2006 DZ206
- 2006 DT211
- 2006 DA212
- 2006 DE212
- 2006 DN212
- 2006 DD213
- 2006 DH213
- 2006 DK213
- 2006 DP213
- 2006 DT214
- 2006 DF216
- 2006 DR216
- 2006 DX216
- 2006 DW217
- 2006 DX217
- 2006 DY217
- 2006 DF218
- 2006 DX218
- 2006 DX219
- 2006 DQ220
- 2006 DX220
- 2006 DF221
- 2006 DG221
- 2006 DN221
- 2006 DO221
- 2006 DS221
- 2006 DM222
- 2006 DR222
- 2006 DS222
- 2006 DD223
- 2006 DJ223
- 2006 DM223
- 2006 DO223
- 2006 DP223
- 2006 DQ223
- 2006 DY223
- 2006 DG224
- 2006 DJ224
- 2006 DK224
- 2006 DO224
- 2006 DT224
- 2006 DU224
- 2006 DW224
- 2006 DA225
- 2006 DF225
- 2006 DK225
- 2006 DL225
- 2006 DM225
- 2006 DO225
- 2006 DR225
- 2006 DX225
- 2006 DY225
- 2006 DD226
- 2006 DP226
- 2006 DQ226
- 2006 DR226
- 2006 DS226
- 2006 DT226
- 2006 DU226
- 2006 DV226
- 2006 DW226
- 2006 DX226
- 2006 DZ226
- 2006 DA227
- 2006 DB227
- 2006 DC227
- 2006 DE227
- 2006 DH227
- 2006 DK227
- 2006 DL227
- 2006 DM227
- 2006 DO227
- 2006 DP227
- 2006 DQ227
- 2006 DR227
- 2006 DS227
- 2006 DT227